# Heteropterys aureonitens
Heteropterys aureonitens är en tvåhjärtbladig växtart som beskrevs av Jules Émile Planchon och Linden. Heteropterys aureonitens ingår i släktet Heteropterys och familjen Malpighiaceae. Inga underarter finns listade i Catalogue of Life.